# Piazza Monteoliveto

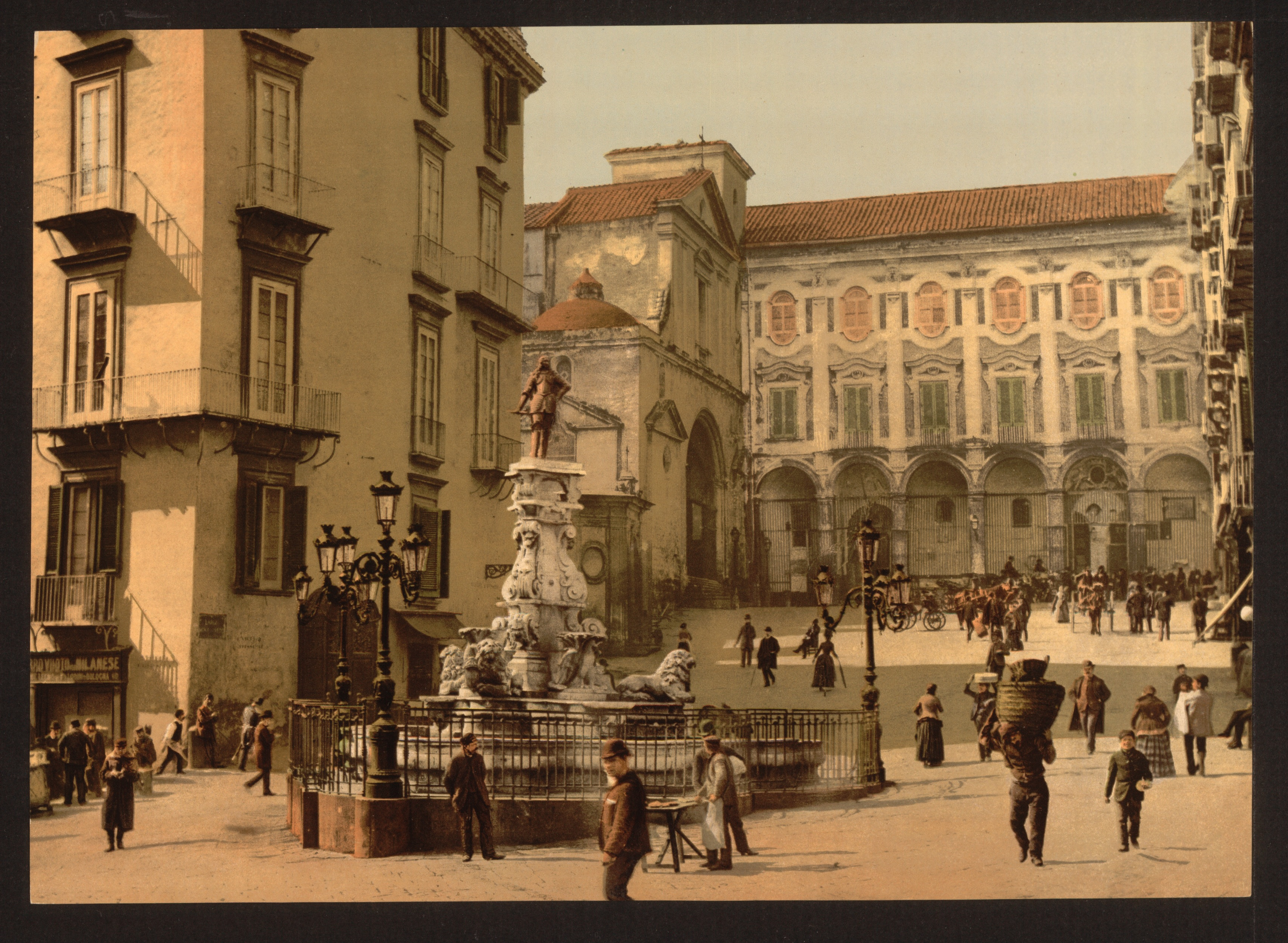
La piazza tra il 1890 e il 1900

Piazza Monteoliveto è una storica piazza di Napoli ubicata nel suo centro storico a metà strada tra piazza del Gesù Nuovo e piazza Carità.

## Descrizione
La piazza ha le forme di un largo perché, in effetti, dà l'idea più di un quadrivio, pur essendo situata in uno spazio interamente pedonale. 
Il luogo è attraversato da via Sant'Anna dei Lombardi, via Monteoliveto e calata Trinità Maggiore. 
L'elemento centrale della piazza è l'omonima fontana, scolpita nel 1673 e che vede nel punto più alto la statua in bronzo di Carlo II di Spagna, anche se la stessa è circondata da altri due edifici molto importanti dal punto di vista storico-artistico: 
- la chiesa di Sant'Anna dei Lombardi;
- il Palazzo Orsini di Gravina.

La piazza di sera è punto di ritrovo della movida adolescenziale, essendo presenti nella zona molti bar e rosticcerie.

## Altre immagini

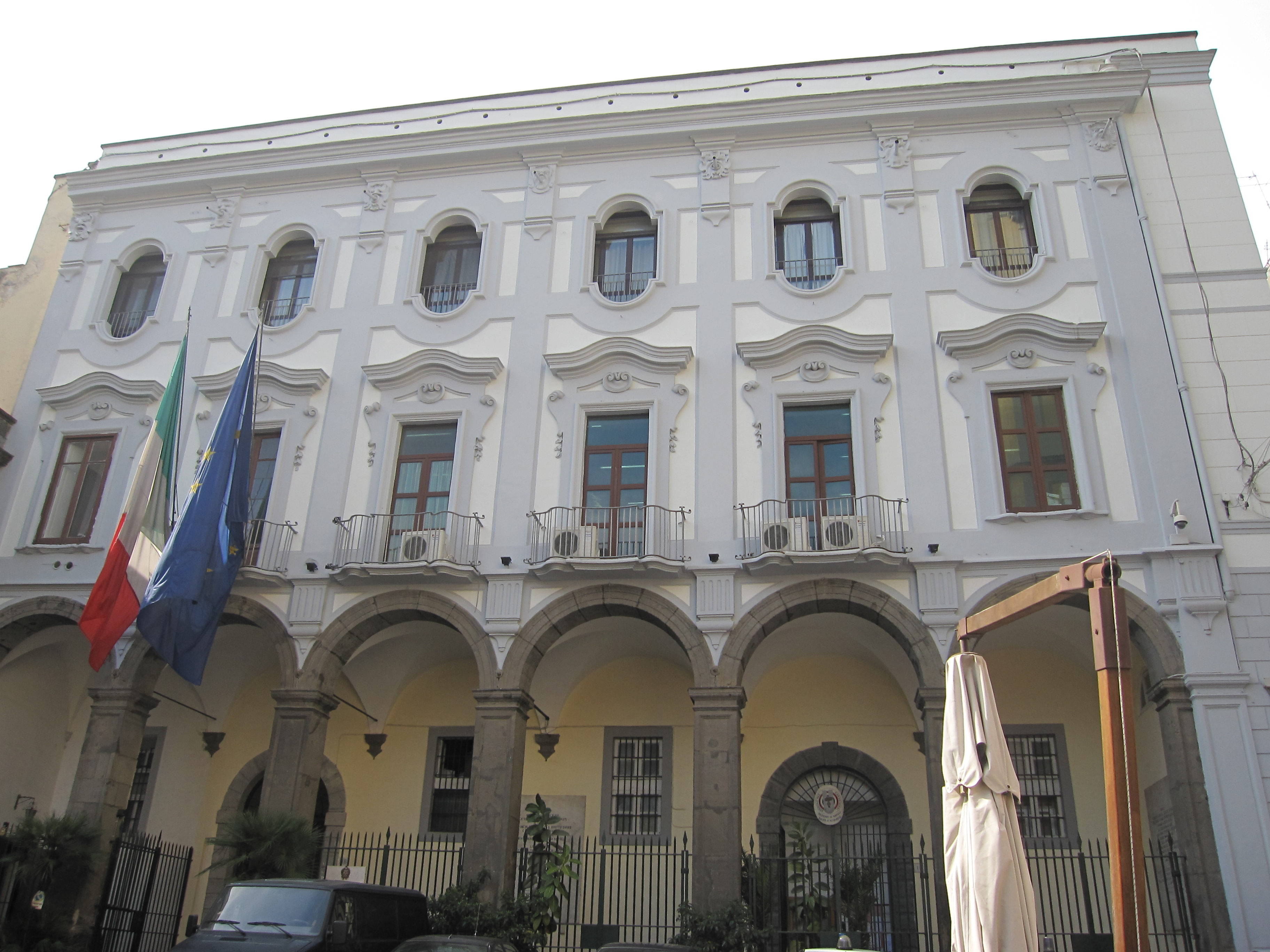
Un edificio del complesso di Monteoliveto, oggi Caserma Pastrengo
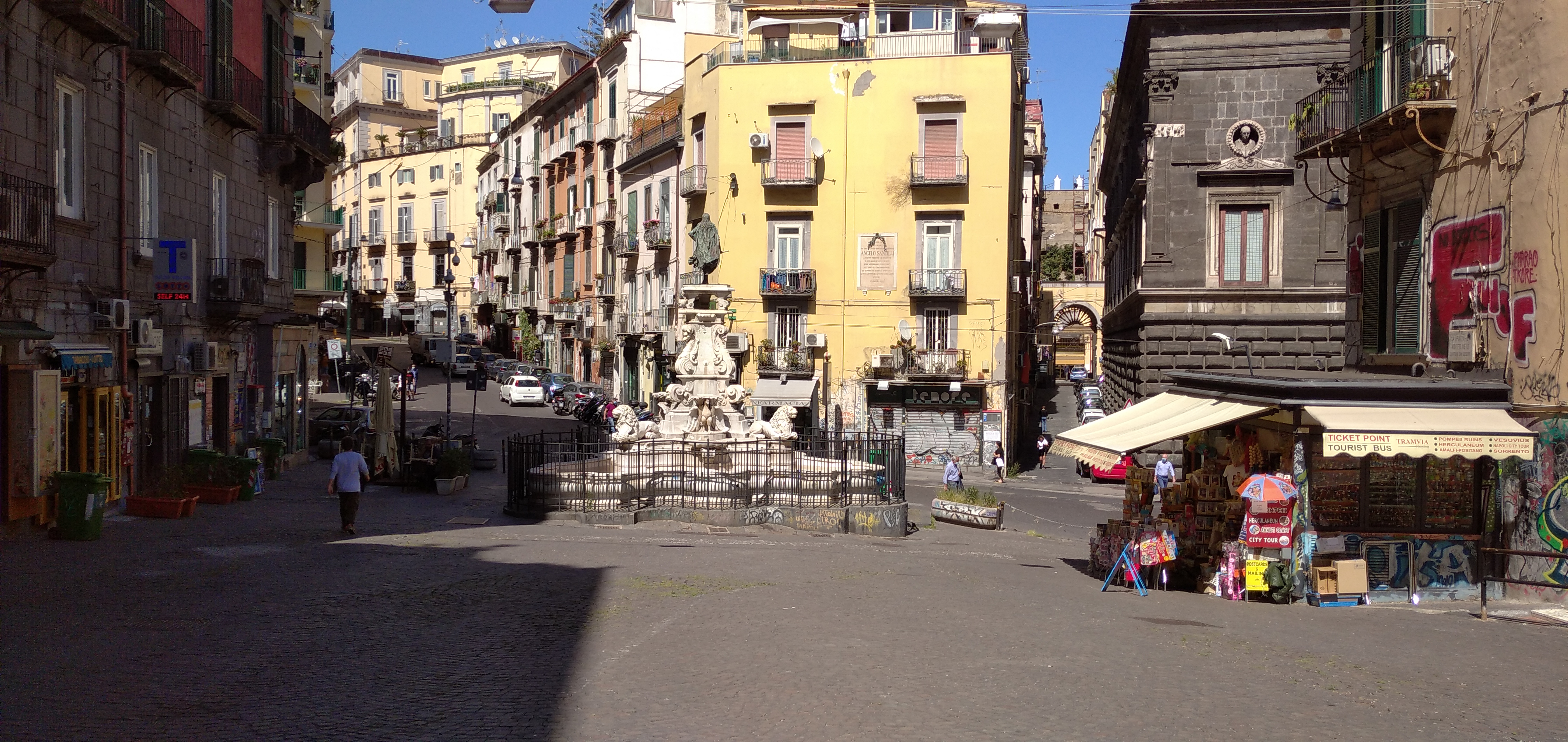
Altra panoramica della piazza